# 비단조 논리
비단조 논리(Non-monotonic logic)는 결론 관계가 단조롭지 않은 형식적 논리이다. 즉, 비단조 논리는 파기 가능한 추론, 즉 추론자가 잠정적인 결론을 도출하여 추론자가 추가 증거를 기반으로 결론을 철회할 수 있도록 하는 일종의 추론을 포착하고 표현하기 위해 고안되었다. 대부분의 연구된 형식 논리는 단조로운 수반 관계를 가지고 있다. 즉, 가설에 공식을 추가해도 일련의 결론이 결코 정리되지 않는다는 의미이다. 직관적으로 단조성은 새로운 지식을 학습해도 알려진 지식의 집합을 줄일 수 없음을 나타낸다. 단조 논리(Monotonic logic)는 기본 추론(반대의 증거가 부족하기 때문에 결론이 도출될 수 있음), 귀추적 추론(결론은 가장 그럴듯한 설명으로만 추론됨), 지식 추론에 대한 몇 가지 중요한 접근 방식과 같은 다양한 추론 작업을 처리할 수 없다.

## 같이 보기
- 논리형 프로그래밍
- 부정 허위 가정(Negation as failure)